# National Provincial Championship Division 3 1992
La National Provincial Championship Division 3 1992 fue la octava edición de la tercera división del principal torneo de rugby de Nueva Zelanda.

## Sistema de disputa
Los equipos enfrentan a los equipos restantes de su zona en una sola ronda.
Los primeros cuatro puestos clasifican a semifinales para posteriormente disputar la final entre los dos ganadores de las semifinales, el ganador de la final se corona campeón y asciende directamente a la Segunda División.

## Clasificación
Tabla de posiciones
| Pos. | Equipo         | Encuentros | Encuentros | Encuentros | Encuentros | Tantos | Tantos | Tantos | PB | PB | Puntos |
| Pos. | Equipo         | PJ         | PG         | PE         | PP         | F      | C      | Dif    | BO | BD | Puntos |
| ---- | -------------- | ---------- | ---------- | ---------- | ---------- | ------ | ------ | ------ | -- | -- | ------ |
| 1.º  | Nelson Bays    | 8          | 8          | 0          | 0          | 328    | 104    | +224   | 0  | 0  | 32     |
| 2.º  | Wanganui       | 8          | 7          | 0          | 1          | 306    | 102    | +204   | 0  | 0  | 28     |
| 3.º  | Horowhenua     | 8          | 6          | 0          | 2          | 245    | 121    | +124   | 0  | 0  | 24     |
| 4.º  | Mid Canterbury | 8          | 5          | 0          | 3          | 165    | 113    | +52    | 0  | 0  | 20     |
| 5.º  | Buller         | 8          | 4          | 0          | 4          | 154    | 129    | +25    | 0  | 0  | 17     |
| 6.º  | Marlborough    | 8          | 3          | 0          | 5          | 199    | 192    | +7     | 0  | 1  | 13     |
| 7.º  | East Coast     | 8          | 2          | 0          | 6          | 160    | 243    | -83    | 0  | 0  | 8      |
| 8.º  | North Otago    | 8          | 1          | 0          | 7          | 113    | 309    | -196   | 0  | 1  | 5      |
| 9.º  | West Coast     | 8          | 0          | 0          | 8          | 47     | 413    | -366   | 0  | 0  | 0      |

|  | Semifinalistas. |

### Semifinales
| 26 de septiembre | Nelson Bays | 27 - 13 | Mid Canterbury |  |  |

| 26 de septiembre | Horowhenua-Kapiti | 30 - 22 | Wanganui |  |  |

### Final
| 1992 | Nelson Bays | 25 - 23 | Horowhenua-Kapiti |  |  |

| Bandera de Nueva Zelanda |
| Campeón Nelson Bays      |
| Primer título            |